# Lazen

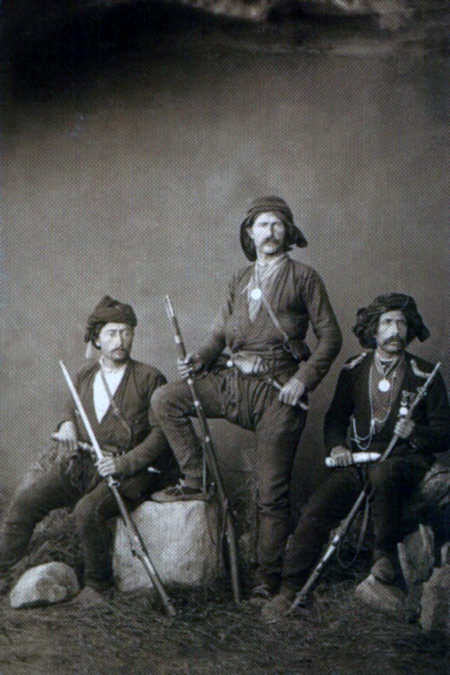
Foto van drie Lazen rond het jaar 1900

De Lazen of Lazaren (Lazisch: ლაზი Lazi of ლაზეფე Lazepe) zijn een Kaukasisch volk waarvan het merendeel aan de oostelijke zijde van de Zwarte Zee in Turkije en Georgië leeft. Een groot deel van de Lazen heeft zich in de loop der jaren over heel Turkije verspreid, door de slechte economische vooruitzichten in het oostelijke deel van het Zwarte Zeegebied.
In de historische regio Lazistan leven naast Lazen mensen met een andere etnische afkomst, zoals Abchazen, Armenen, Hamshenis, Georgiërs, Pontische Grieken en Turken. Samen met het feit dat veel Lazen nu buiten hun oorspronkelijke woongebieden wonen, zorgt dit ervoor dat het aantal Lazen in Turkije alleen geschat kan worden. Dergelijke schattingen lopen uiteen van 45.000 tot 500.000:
- Feurstein (1983)[1] spreekt van 250.000 Lazen;
- Andrews (1989)[2] spreekt van 45.000 Lazen;
- Holisky (1991)[3] spreekt van meerdere schattingen oplopend tot een half miljoen Lazen.

In de Sovjet-Unie werden bij de volkstelling van 1926 643 Lazen geregistreerd. Tegenwoordig wonen er in de opvolgstaten van de Sovjet-Unie (met name in de regio Adzjarië van Georgië) ongeveer 30.000 Lazen. Het aantal Lazen in de Europese Unie, waar hun etniciteit niet wordt geregistreerd (alleen de nationaliteit wordt geregistreerd), wordt geschat op 5.000 tot 50.000. De meeste Lazen in de EU wonen in Duitsland, waar Lazen zich in de jaren 1970 vestigden als gastarbeiders.
De huidige Turkse president Erdogan komt uit hun leefgebied. Oorspronkelijk komt het volk uit het zuidwesten van Georgië.
De meerderheid van de Lazen is islamitisch, een minderheid is georgisch-orthodox. De taal van de Lazen is het Lazisch, een Zuid-Kaukasische taal.